# Pride (In the Name of Love)

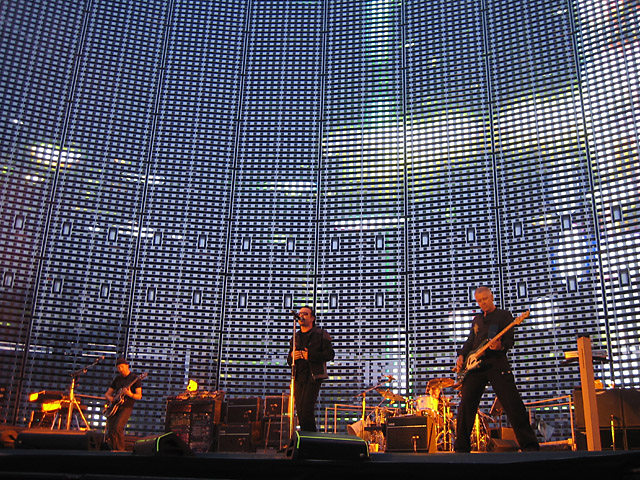
La banda U2 durante un directo en 2005.

«Pride (In the Name of Love)» es el primer sencillo del disco de U2 The Unforgettable Fire, editado en 1984.
La canción también ha aparecido en otros discos como The Best of 1980-1990, U218 Singles y Rattle and Hum (versión de Pride en vivo), y en videos de la banda como U2 Go Home: Live From Slane Castle, Vertigo: Live From Chicago, Zoo TV: Live From Sydney y Popmart: Live From Mexico City.
«Pride (In the Name of Love)» llegó a estar en los primeros lugares en su momento. Es señalada por muchos como una de las mejores canciones de la banda durante su trayectoria. Fue dedicada a Martin Luther King.           
La revista Rolling Stone la ubicó en el puesto número 378 en su lista de las 500 mejores canciones de todos los tiempos.

## Origen y grabación
La melodía y los acordes se trabajaron en una prueba de sonido de War Tour en noviembre de 1983 en Hawái y se completaron en los estudios Windmill Lane durante las sesiones de grabación de The Unforgettable Fire. La parte de la guitarra varía sutilmente a través de cada verso, coro y melodía, de modo que ningún riff se repite exactamente.
La canción tenía la intención de basarse en el orgullo de Ronald Reagan por el poder militar de Estados Unidos, pero el libro de Stephen B. Oates Let The Trumpet Sound: A Life of Martin Luther King, Jr. y una biografía de Malcolm X hicieron que el letrista Bono reflexionara sobre los diferentes lados de las campañas de derechos civiles, el violento y el no violento. En años posteriores, Bono ha expresado su descontento con la letra, que describe, junto con otra canción de The Unforgettable Fire, "Bad", como "dejada como simples bocetos". Dice que fue influido por The Edge y los productores Brian Eno y Daniel Lanois, quienes restaron importancia a la necesidad de desarrollar la letra ya que pensaban que su naturaleza impresionista daría más fuerza al sentimiento de la canción, particularmente cuando la escuchaban personas que no hablaban inglés. En U2 by U2, Bono dijo: "Observé lo gloriosa que era esa canción y pensé: '¿Qué diablos es todo eso?' Es solo un montón de sonidos de vocales atacando a un gran hombre. Es emocionalmente muy articulado, si no hablas inglés ". 
La canción contiene la referencia errónea al tiroteo de King como "Temprano en la mañana, 4 de abril", cuando en realidad ocurrió después de las 6 p. m. Bono reconoce el error y en las presentaciones en vivo a menudo cambia la letra a "Early evening ..."
Chrissie Hynde de los Pretenders cantó coros en la grabación. Ella estaba casada con Jim Kerr de Simple Minds en ese momento y se le atribuye el nombre de "Christine Kerr".

## Composición
"Pride" está en la clave de B y se toca a un tempo de 106 bpm. La canción sigue una progresión de acordes de B-E – A – F♯m y el solo es B – D – E – E.

## Recepción
"Pride" alcanzó el número 3 en el UK Singles Chart y el 8 en el Dutch Singles Chart. La canción fue el primer éxito entre los 40 primeros de la banda en los Estados Unidos, donde alcanzó el puesto 33. Obtuvo una considerable difusión en la radio de rock orientada a álbumes de EE. UU. Y su video tuvo una gran rotación en MTV, lo que ayudó a U2 a continuar su avance comercial que comenzó con el álbum War. Alcanzó el número 1 en Nueva Zelanda, la primera vez que un sencillo de U2 encabezó la lista de sencillos de un país.   
Las reacciones críticas iniciales a "Pride" fueron mixtas, especialmente en lo que respecta a la letra.   
Robert Christgau en The Village Voice se quejó del "moralismo con la glorificación del martirio de Martin Luther King de poner la mejilla a otra persona". Mientras tanto, Kurt Loder de Rolling Stone escribió que "El orgullo se supera sólo con la fuerza de su ritmo resonante y su línea de bajo grande y monótona, no en la nobleza de sus letras, que son anodinas ".
Pero la encuesta de 1984 de Pazz & Jop a 240 críticos de música clasificó a "Pride" como el decimosegundo mejor sencillo de ese año, una clasificación más alta que el álbum general, que terminó en el puesto 29. La clasificación del sencillo siguió siendo la más alta de cualquier sencillo de U2 hasta que "One" alcanzó el octavo lugar en 1992. Y en 1989, Spin nombró a la canción como el 65º sencillo más grande de la historia. La revista Rolling Stone más tarde (2010) colocó la canción en el número 388 de su lista "Las 500 mejores canciones de todos los tiempos". El Salón de la Fama del Rock and Roll seleccionó "Pride (In the Name of Love)" como una de las 500 canciones que dieron forma al Rock and Roll. La cadena de televisión musical VH1 clasificó la canción número 38 en la cuenta regresiva de las "100 mejores canciones de los 80" en su serie The Greatest. En 2004, Mojo colocó la canción en el número 63 en su lista de las "100 pistas de rock épico".
En 2007, los Roots tocaron "Pride" en un popurrí con "Sunday Bloody Sunday" para una cena de NAACP en honor a Bono. La banda también mezcló algunos de sus propios "False Media" y fragmentos de "War" de Edwin Starr.

## En directo
«Pride (In the Name of Love)» es la canción de U2 que más han tocado en directo. Ha sido interpretada en todas las giras del grupo desde el Unforgettable Fire Tour de 1984-85. Solo faltó en algunos conciertos del Elevation Tour de 2001 y del 360° Tour de 2009-11.
"Pride" se tocó por primera vez en vivo en el espectáculo inaugural del Unforgettable Fire Tour el 29 de agosto de 1984 en Christchurch, Nueva Zelanda. La canción se ha tocado en prácticamente todos los conciertos de U2 desde el Unforgettable Fire Tour, aunque se tocó con poca frecuencia en la primera y segunda etapa del Elevation Tour de 2001 y la segunda y tercera etapa del U2 360° Tour de 2009. Las presentaciones en vivo durante la década de 1980 y principios de la década de 1990 generalmente se tocaban en la clave de B♭, mientras que desde finales de la década de 1990 la canción se ha tocado en la clave de A. En 2009, es la canción más tocada de la banda con más de 770 actuaciones documentadas , aunque "I Will Follow" probablemente se ha realizado con más frecuencia. Los fragmentos de los discursos de Martin Luther King a menudo se muestran en las distintas pantallas de video de la gira durante estas presentaciones. En 2010, en Brisbane, Australia, se cambió el verso final para reflejar el 30 aniversario del asesinato de John Lennon (8 de diciembre de 2010).
U2 interpretó la canción, junto con "City of Blinding Lights", ante más de 400.000 personas el 18 de enero de 2009 en el concierto We Are One en el Lincoln Memorial para celebrar la próxima inauguración de Barack Obama. Al final de la actuación, Bono pidió a la audiencia que cantara por el sueño de King, diciendo que "no era solo un sueño americano; también un sueño irlandés, un sueño europeo, un sueño africano", antes de referirlo al conflicto israelí-palestino y diciendo que era "un sueño israelí, y también un sueño palestino". La actuación de "Pride" cerró con Bono citando parte del discurso de King "Tengo un sueño", diciendo "¡Que suene la libertad! ¡Que suene la libertad! ¡Que suene la libertad! ¡Cada pueblo, cada aldea, cada estado, cada ciudad. ¡Que suene la libertad! " antes de continuar con "City of Blinding Lights". El bajista Adam Clayton dijo más tarde: "Nos estábamos rascando la cabeza y preguntábamos: '¿Cómo se invita a una banda irlandesa a tocar en la inauguración presidencial?' Nuestra entrada fue a través de una canción como 'Pride'. Le permitió a la gente de Obama expresar la conexión sin ser demasiado abierta. Fue uno de esos momentos en los que sabes que el mundo está mirando, pero una buena cantidad de ansiedad hace que tu mojo funcione."
Las presentaciones en vivo de "Pride" aparecen en las películas de conciertos Rattle and Hum (tanto el álbum como la película), Zoo TV: Live from Sydney, PopMart: Live from Mexico City, U2 Go Home: Live from Slane Castle, Vertigo 2005: Live from Chicago, Live from Paris y U2 3D.

## Videos musicales
Se hicieron tres videos musicales. La primera fue filmada en agosto por el director Donald Cammell y presenta tomas iniciales y finales del área de Dublin Docklands. Existen dos versiones de este video; blanco y negro y color (sepia). La banda no estaba satisfecha con el video de Cammell y acordaron que su fotógrafo principal, Anton Corbijn, filmara una alternativa. El segundo video fue filmado en un sótano cerca del aeropuerto de Heathrow en Londres, muestra a U2 parado frente a una pared en condiciones de poca luz. El campamento de U2 tampoco quedó impresionado con este video y se produjo un tercer video compilando imágenes filmadas durante las sesiones de grabación de The Unforgettable Fire en Slane Castle. El video original (blanco y negro) de Cammell se usó principalmente en la promoción.

## Posicionamiento
| Listas (1984)                        | Máxima posición |
| ------------------------------------ | --------------- |
| UK Singles Chart                     | 3               |
| USA Billboard Hot 100                | 33              |
| USA Billboard Mainstream Rock Tracks | 2               |